# Van Heflin
Van Heflin, de son vrai nom Emmet Evan Heflin Jr., est un acteur américain né le 13 décembre 1908 à Walters (Oklahoma) et mort le 23 juillet 1971 à Hollywood (Californie).

## Biographie
Van Heflin s'intéresse à la carrière d'acteur à l'Université de l'Oklahoma où il fait partie de la troupe théâtrale. Ceci le conduit sur les planches de Broadway au début des années 1930. En 1936, il se rend à Hollywood pour tourner son premier film, La Rebelle, avec Katharine Hepburn.
Engagé sous contrat par la MGM, il apparaît dans de nombreux westerns. En 1943, il reçoit l'Oscar du meilleur acteur dans un second rôle pour sa prestation dans Johnny, roi des gangsters (1942), avec Robert Taylor et Lana Turner.
Van Heflin joue rarement des rôles de héros ou de jeunes premiers — on peut néanmoins se souvenir de son rôle de fermier dans 3 h 10 pour Yuma (1957) — mais il est convaincant dans des rôles d'acteur de genre. Sa dernière prestation majeure date de 1970 : il joue un homme désespéré prêt à se faire exploser dans un avion dans Airport, un des tout premiers succès de la vague des films catastrophe.
En juillet 1971, il est terrassé par une crise cardiaque alors qu'il se baigne dans sa piscine. Il arrive à se hisser sur l'échelle de bain où on le trouve plusieurs heures plus tard. Il reste dans le coma pendant dix-sept jours avant de succomber.

## Filmographie

### Cinéma
- 1936 : La Rebelle (A Woman Rebels) de Mark Sandrich : Lord Gerald Waring Gaythorne
- 1937 : La Ville de l'or (The Outcasts of Poker Flat) de Christy Cabanne : Reverend Samuel Woods
- 1937 : Flight from Glory de Lew Landers : George Wilson
- 1937 : Annapolis Salute (en) de Christy Cabanne : Clay V. Parker
- 1939 : Back Door to Heaven (en) de William K. Howard : John Shelley
- 1940 : La Piste de Santa Fe (Santa Fé Trail) de Michael Curtiz : Rader
- 1941 : The Feminine Touch  film de W. S. Van Dyke : Elliott Morgan
- 1941 : Souvenirs (H.M. Pulham, Esq.) de King Vidor : Bill King
- 1942 : Sept Amoureuses (Seven Sweethearts) de Frank Borzage : Henry Taggart
- 1942 : Grand Central Murder de S. Sylvan Simon : Rocky Custer
- 1942 : Johnny, roi des gangsters (Johnny Eager) de Mervyn LeRoy : Jeff Hartnett
- 1942 : Tennessee Johnson de William Dieterle : Andrew Johnson
- 1942 : L'Assassin au gant de velours (Kid Glove Killer) de Fred Zinnemann : Gordon MacKay
- 1943 : Lily Mars vedette (Presenting Lily Mars) de Norman Taurog : John Thornway
- 1946 : L'Emprise du crime de Lewis Milestone : Sam Masterson
- 1946 : La Pluie qui chante (Till The Clouds Roll By) de Richard Whorf : James I. Hessler
- 1947 : La Possédée (Possessed) de Curtis Bernhardt : David Sutton
- 1947 : Le Pays du dauphin vert de Victor Saville : Timothy Haslam
- 1948 : L'Indomptée (B .F.'s Daughter) de Robert Z. Leonard : Thomas W. Brett
- 1948 : Le Sang de la terre (Taps Roots) de George Marshall : Keith Alexander
- 1948 : Les Trois Mousquetaires de George Sidney : Athos
- 1948 : Acte de violence (Act of violence) de Fred Zinnemann : Frank R. Enley
- 1949 : Madame Bovary de Vincente Minnelli : Charles Bovary
- 1949 : Ville haute, ville basse de Mervyn LeRoy : Mark Dwyer
- 1951 : Tomahawk de George Sherman : Bridger
- 1951 : Le Rôdeur (The Prowler) de Joseph Losey : Webb Garwood
- 1951 : Les Parents apprivoisés (Week-End with Father) de Douglas Sirk : Brad Stubbs
- 1952 : My Son John de Leo McCarey : Stedman
- 1953 : Au sud d'Alger (South of Algiers) de Jack Lee : Nicholas Chapman
- 1953 : L'Homme des vallées perdues (Shane) de George Stevens : Joe Starett
- 1953 : Révolte au Mexique (Wings of the Hawk) de Budd Boetticher ; Irish Gallager
- 1953 : Tanganyika de André de Toth : John Gale
- 1954 : The Raid) de Hugo Fregonese : Maj. Neal benton
- 1954 : Les femmes mènent le monde (Woman's World) de Jean Negulesco : Jerry Talbot
- 1954 : La Veuve noire de Nunnally Johnson : Pete Denver
- 1955 : Le Cri de la victoire (Battle Cry) de Raoul Walsh : Maj. Matt Huxley
- 1955 : Count Three and Pray de George Sherman : Luke fargo
- 1956 : Rapaces (en) (Patterns) de Fielder Cook : Fred Staples
- 1957 : 3 h 10 pour Yuma (3:10 to Yuma) de Delmer Daves : Dan Evans
- 1958 : Le Salaire de la violence (Gunman's Walk) de Phil Karlson : Lee Hackett
- 1958 : La Tempête (La Tempesta), d'Alberto Lattuada : Emelyan Pugachov
- 1959 : Ceux de Cordura de Robert Rossen : Sgt. John Chawk
- 1960 : Cinq Femmes marquées (Five Branded Women) de Martin Ritt : Velko
- 1960 : Sous dix drapeaux (Sotto dieci bandiere) de Duilio Coletti : Capitaine Bernhard Rogge
- 1961 : L'Épave (il relitto) de Michel Cacoyannis : Duncan Bell
- 1963 : Une fille dans la bataille (Cry of Battle) d'Irving Lerner : Joe Trent
- 1964 : La Plus Grande Histoire jamais contée (The Greatest Story Ever Told) de George Stevens : Bar Amand
- 1965 : Les Tueurs de San Francisco de Ralph Nelson : Inspecteur Mike Vido
- 1966 : La Diligence vers l'Ouest  (Stagecoach) de Gordon Douglas : Marshal Curly Wilcox
- 1967 : The Man Outside (en) de Samuel Gallu : Bill MacLean
- 1968 : Chacun pour soi de Giorgio Capitani : Sam Cooper
- 1969 : Une si belle garce (The Big Bounce) d'Alex March : Sam Mirakian
- 1970 : Airport de George Seaton : D.O. Guerrero

### Télévision
- 1957, 1959-1960 : Playhouse 60 (Série TV) : Col. Sten / Bill Kilcoyne / Capitaine
- 1961 : The Dick Powell Show (en) (Série TV) : Sergent Paul Maxon
- 1963 : The Great Adventure (en) (Série TV) : Le narrateur
- 1964 : Toast of the Town (Série TV) : Robert Sloane
- 1965 : The Teenage Revolution (Série TV) : Le narrateur
- 1968 : A Case of Libel (Téléfilm) : Robert Sloane
- 1968 : The Danny Thomas Hour (Série TV) : Kreutzer
- 1968 : Certain Honorable Men (Téléfilm) : Champ Donohue
- 1970 : Neither Are We Ennemies (Téléfilm) : Joseph of Arimathea
- 1971 : La Dernière Chance (The Last Child) (Téléfilm) de John Llewellyn Moxey : Sénateur Quincy George